# Richard Taylor (General)

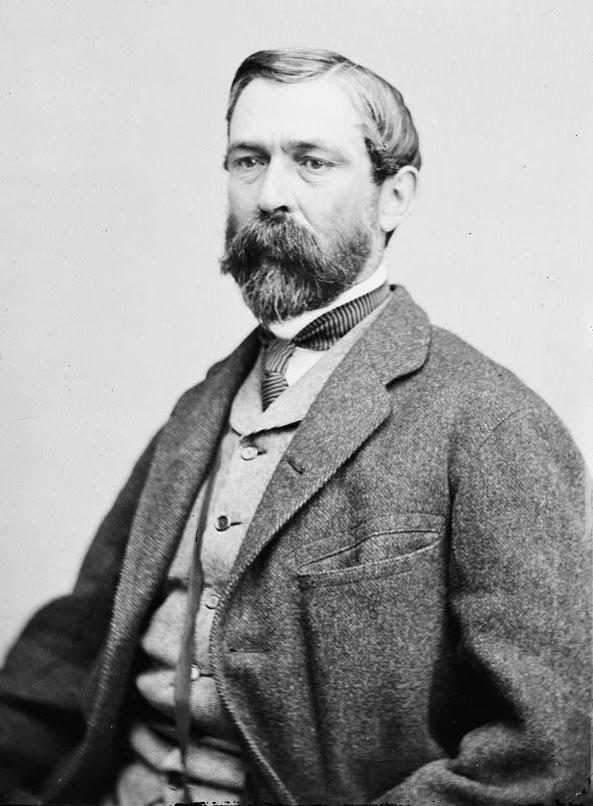
Richard Taylor

Richard Taylor (* 27. Januar 1826 bei Louisville, Kentucky; † 12. April 1879 in New York City) war ein US-amerikanischer Politiker und Generalleutnant des konföderierten Heeres während des Amerikanischen Bürgerkriegs.

## Leben
Richard Taylor war der einzige Sohn des Oberstleutnants Zachary Taylor, einem Helden des Mexikanisch-Amerikanischen Krieges und späteren 16. US-Präsidenten und Margaret Taylor. Ohne einen akademischen Titel erworben zu haben, beendete er 1845 sein Studium an der Yale University und begleitete seinen Vater als dessen Sekretär in den Krieg gegen Mexiko. Danach ließ er sich in Louisiana als Pflanzer nieder. Dort engagierte er sich auch politisch; von 1855 bis 1861 gehörte er dem Senat von Louisiana an.
Bei Ausbruch des Bürgerkriegs übernahm er das Kommando über das 9. Louisiana-Infanterie-Regiment. Zum Brigadegeneral befördert, erhielt er kurz darauf das Kommando über eine Brigade, mit der er unter General Thomas Jonathan Jackson und Richard Stoddert Ewell im Shenandoahtal und während der Sieben-Tage-Schlacht vor Richmond, Virginia diente.
Im Juli 1862 wurde er zum Generalmajor befördert und nach Westen beordert, wo er das Kommando über den Wehrbezirk West-Louisiana übernahm. Im Frühjahr 1864 besiegte er trotz einer Niederlage in der Schlacht bei Pleasant Hill Nathaniel Prentiss Banks auf dessen Red-River-Feldzug. Zu seinem Unmut wurde Taylor aber von seinem Vorgesetzten Edmund Kirby Smith von einer größeren Verfolgungsaktion abgehalten, da dieser sich US-General Frederick Steele in Arkansas zuwenden wollte. Als Reaktion bat Taylor daher kurz darauf um seine Versetzung. Er wurde zum Generalleutnant befördert (neben den Kavalleristen Wade Hampton III. und Nathan Bedford Forrest war er der einzige Konföderierte ohne militärische Vorbildung, der diesen Rang erreichte) und erhielt das Kommando über den Wehrbereich Alabama, Mississippi und Ostlouisiana, der unter anderem Forrest's Kavallerie und die Garnison von Mobile, Alabama unter Dabney Herndon Maury umfasste. Am 4. Mai 1865 kapitulierte er in Alabama vor US-General Edward Richard Sprigg Canby.
Nach dem Krieg setzte er sich für seinen früheren Schwager Jefferson Davis (Taylors Schwester war bereits 1835 drei Monate nach ihrer Heirat mit Davis gestorben), der in Fort Monroe inhaftiert war, ein und kehrte nach Louisiana zurück, wo er in New Orleans lebte. Taylor setzte sein politisches Engagement auch nach dem Krieg fort. Er starb während eines Aufenthaltes in New York am 12. April 1879.

## Autobiografie
- Richard Taylor: Destruction and Reconstruction: Personal Experiences of the Late War Publisher: D. Appleton and Co, New York  1879. Neuauflage: BiblioLife 2008. ISBN 978-1-4375-3505-1